# Kiel (sterrenbeeld)

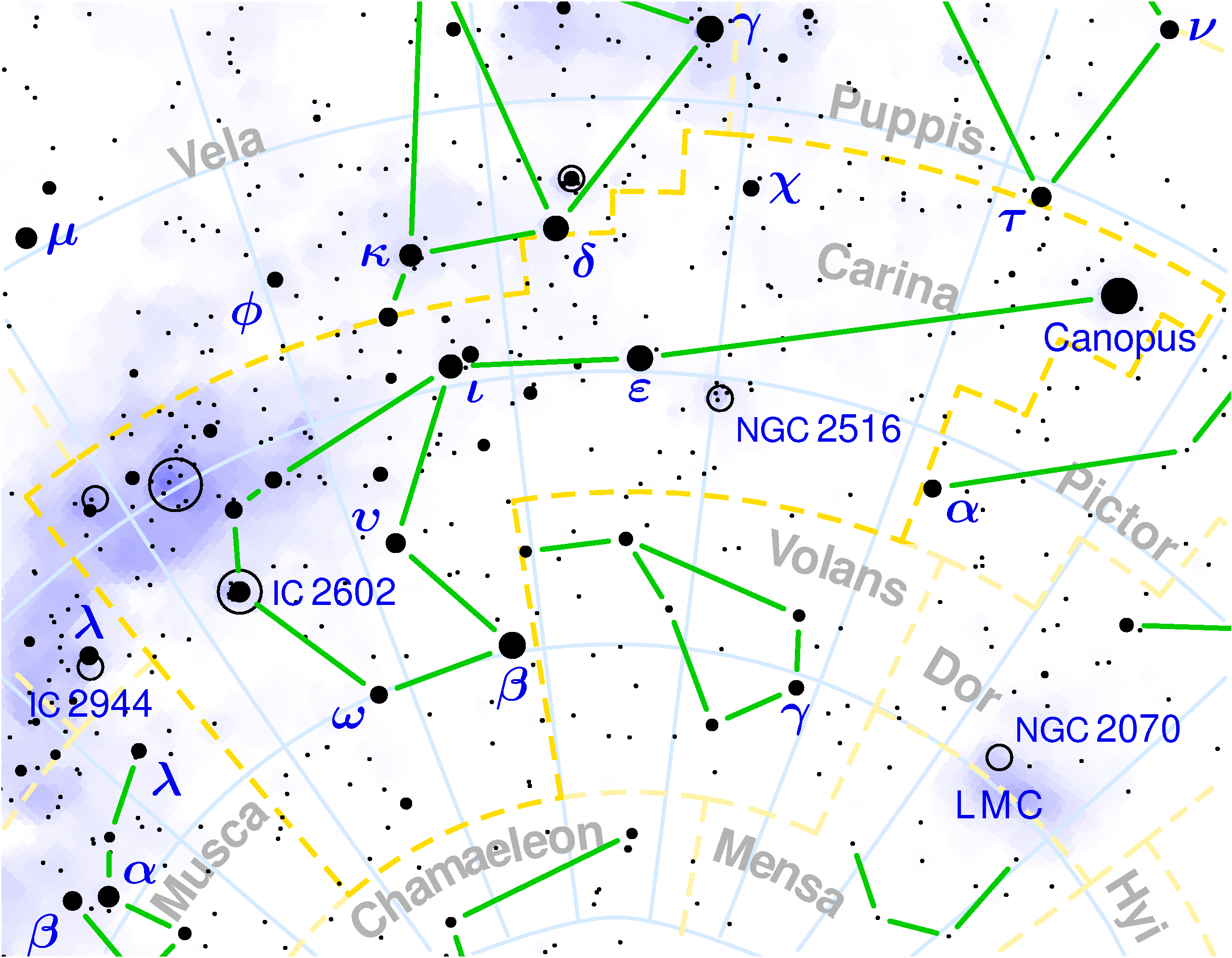
Kaart van het sterrenbeeld Kiel

Kiel (Carina, afkorting Car) is een sterrenbeeld, liggende tussen rechte klimming 6u02m en 11u18m en tussen declinatie −51° en −75°. Het is vanaf de breedte van de Benelux niet te zien.
Samen met de sterrenbeelden Achtersteven (Puppis), Kompas (Pyxis) en Zeilen (Vela) maakt Kiel deel uit van het klassieke sterrenbeeld Schip Argo, dat tegenwoordig geen officieel sterrenbeeld meer is.
Door de precessiebeweging van de aardas zal over een paar duizend jaar de astronomische zuidpool een baan door het sterrenbeeld Kiel beschrijven, via de sterren omega (5770), upsilon (6850) en Turais, iota (8075). Hierna zal de zuidelijke pool naar Zeilen (Vela) gaan.

## Sterren
(in volgorde van afnemende helderheid)
- Canopus (α, alpha Carinae), na Sirius de helderste ster.
- Miaplacidus (β, beta Carinae)
- Avior (ε, epsilon Carinae)
- Turais (ι, iota Carinae)
- Eta Carinae, met het blote oog niet te zien, maar een van de lichtsterkste sterren in het melkwegstelsel

## Wat is er verder te zien?
De Melkweg loopt door Kiel, in een van de helderste delen is de "Eta Carinae-nevel" (NGC 3372) te vinden, met een magnitude van ongeveer 1 en een diameter van 2° (vier keer zo groot als de volle maan) een van de grootste en helderste nevels en voor waarnemers op het zuidelijk halfrond gemakkelijk met het blote oog te zien. Voor deze nevel staat weer een donkere nevel, de "Sleutelgatnevel" (NGC 3324), die afsteekt tegen de heldere achtergrond.
In december 2008 werd bij een van de sterren een Jupiter-achtige planeet ontdekt door drie Leidse studenten, die de naam OGLE2-TR-L9b kreeg. De ontdekking werd gedaan bij de analyse van gegevens van ruim 15.000 sterren in het sterrenbeeld Carina. De vondst is uitzonderlijk omdat niet eerder exoplaneten werden ontdekt bij zeer snel roterende en zeer hete sterren.

## Aangrenzende sterrenbeelden
(met de wijzers van de klok mee)
- Zeilen (Vela)
- Achtersteven (Puppis)
- Schilder (Pictor)
- Vliegende Vis (Volans)
- Kameleon (Chamaeleon)
- Vlieg (Musca)
- Centaur (Centaurus)